# Antic macedoni
L'antic macedoni va ser la llengua dels antics macedonis. Va ser parlada a Macedònia durant el primer mil·lenni aC. A partir del segle v aC, va ser gradualment desplaçada pel grec comú de l'època hel·lenística. Era un dialecte del grec.
El coneixement que tenim d'aquesta llengua és molt limitat, car no es conserven texts que es puguin considerar irrefutablement escrits en antic macedoni, encara que s'ha pogut compilar un corpus d'unes 150 paraules i 200 noms propis autènticament macedonis de fonts antigues, principalment inscripcions en monedes i el glossari d'Hesiqui d'Alexandria, del segle v. La majoria es poden identificar com a gregues, però algunes no són fàcilment reconciliables amb la fonologia estàndard del grec. Les 6.000 inscripcions macedònies que han sobreviscut estan en el dialecte àtic.
El katadesmos (defixio, encanteri o maledicció inscrita) trobat a Pel·la el 1986, un text escrit en una variant característica del grec dòric i datat entre principis i mitjan segle iv aC, s'ha usat com a argument que l'antic macedoni era un dialecte del grec nord-occidental, que formava part dels dialectes dòrics. Abans que es descobrís, s'havia proposat que el dialecte macedoni fos una forma antiga de grec, parlada en la mateixa època que el dòric pròpiament dit.